# Харрис, Барбара Ив
Барбара Ив Харрис (англ. Barbara Eve Harris, род. 8 марта 1959) — канадская актриса, в основном, известная благодаря ролям на телевидении.

## Жизнь и карьера
Харрис родилась на острове Тобаго. Начиная с 1980-х, Харрис появилась в более шестидесяти телевизионных шоу и нескольких кинофильмах. С 1994 по 1996 год она исполняла одну из основных ролей в канадском сериале «Побочные эффекты», за которую она номинировалась на премию «Джемини». Харрис с тех пор часто снималась в сделанных для телевидения фильмах, а также появлялась в таких сериалах как «Западное крыло», «Скорая помощь», «Военно-юридическая служба», «Частная практика», «Братья и сёстры», «Мыслить как преступник» и «Морская полиция: Спецотдел».
С 2006 по 2009 год, Харрис имела второстепенную роль в сериале Fox «Побег». В 2011-12 годах у неё была второстепенна роль в «C.S.I.: Место преступления». В 2014 году, Харрис получила одну из основных ролей в сериале ABC «Вечность», но после была заменена на Лоррейн Туссен.

## Избранная фильмография
- Волшебная ночь (1985)
- Виновен вне подозрений (1993)
- Спецназ (1997)
- Интенсивная терапия (1997)
- Ночной кошмар (1999)
- Убийство в чужом городе (2001)
- Время танцевать (2001)
- Зажигание (2002)
- Полуночный экспресс (2008)
- Новый Человек-паук (2012)
- Люди как мы (2012)
- Необычный герой: Суперглухое кино (2013)
- Месть / Revenge (2015) — Конни Бейлс
- Полиция Чикаго (2016)
- Острые предметы / Sharp Objects (2018) — Айлин Карри